# Estaneno
Estaneno es un material cuya existencia se ha demostrado teóricamente y que sería un aislante topológico, y por tanto mostraría superconductividad al conducir la electricidad por sus bordes sin resistencia a temperatura ambiente. Se compone de átomos de estaño dispuestos en una sola capa, de una manera similar al grafeno. Estaneno debe su nombre al combinar la palabra estaño con el sufijo eno por su similitud con el grafeno y el siliceno.

La adición de flúor a los átomos a la capa monomolecular de estaño podría extender la temperatura crítica hasta los 100 °C., Esto lo haría práctico para su uso en circuitos integrados para hacer ordenadores más rápidos, más pequeños y energéticamente eficientes.